# Fingerhut (Einheit)
Fingerhut war ein kleines altes Flüssigkeitsmaß in den Niederlanden und wurde dort vingerhoed genannt. Das Maß entsprach angepasst nach dem per Gesetz vom 21. August 1816 eingeführten metrischen System einem Zentiliter. Im französischen Maßsystem war es das Centilitre und es waren 0,01 Kannen.
- 1 Vat/Fass/Tonne = 100 Kannen = 10.000 Fingerhut = 5041,5 Pariser Kubikzoll = 100 Liter[2]
- 1 Maatje/Mäschen = 10 vingerhoed[3]